# Abdul Koroma
Abdul Koroma (Freetown, 29 september 1943) is een Sierra Leoons diplomaat en rechter. Hij was ambassadeur in verschillende landen en bij de Verenigde Naties. Van 1994 tot 2012 was hij rechter van het Internationale Gerechtshof.

## Levensloop
Koroma studeerde rechtsgeleerdheid en behaalde de titel Master of Laws aan de Universiteit van Kiev. Hij vervolgde zijn studie aan het King's College dat deel uitmaakt van de Universiteit van Londen en behaalde hier zijn Master of Philosophy in internationaal recht en zijn doctoraat op basis van zijn proefschrift The Settlement of Territorial and Boundary Disputes in Central Africa.
Sinds 1964 werkte hij in overheidsdienst. Hij was werkzaam als advocaat voor het Hooggerechtshof in Sierra Leone en werd vervolgens benoemd tot adviseur van de Minister van Justitie. Sinds 1969 was hij werkzaam voor het Ministerie van Buitenlandse Zaken en vertegenwoordigde hij zijn land onder meer bij de Verenigde Naties in New York, eerst als juridisch adviseur en vervolgens als gevolmachtigd ambassadeur. Deze laatste functie vervulde hij ook van 1985 tot 1988 voor de Benelux en Frankrijk, terwijl hij gelijktijdig zijn land vertegenwoordigde bij de Europese Unie en de UNESCO. Van 1988 tot 1992 was hij ambassadeur voor enkele Afrikaanse landen en tegelijkertijd gevolmachtigd ambassadeur bij de Organisatie van Afrikaanse Eenheid. Verder vertegenwoordigde hij zijn land in Zuid-Korea en enkele landen in de Caraïben.
Hij diende uiteindelijk van 1977 tot 1994 als gezant bij de Algemene Vergadering van de Verenigde Naties. In deze tijd hield hij zich bezig met een aantal verschillende zaken, waaronder tot 1985 met het toekennen van onafhankelijkheid aan nog resterende kolonies.
Voor de periode van 1994 tot 2012 werd hij gekozen tot rechter van het Internationale Gerechtshof in Den Haag. Met een nipte nederlaag werd hij in 2011 niet voor een tweede termijn van negen jaar herkozen; deze verkiezing werd daarentegen gewonnen door de Oegandese Julia Sebutinde.

## Erkenning
Koromo werd onderscheiden als Honorary Bencher van Lincoln's Inn, een van de vier professionele advocatensociëteiten van Londen. Verder ontving hij van de National Law University in Gujarat een eredoctoraat. Hij is verder lid van het Institut de Droit International.
- Gemeinsame Normdatei: 1020551747
- International Standard Name Identifier: 0000 0000 6093 6506
- Library of Congress Control Number: no2009073745
- Nationale Bibliotheek van Letland: 000255291
- Nederlandse Thesaurus van Auteursnamen: 318924765
- Système universitaire de documentation: 170322815
- Virtual International Authority File: 88502625
- WorldCat: E39PBJxCBtprxgwQVx7CwGFFrq